# Acolhua (insecte)
Genre
Acolhua est un genre d'insectes hétéroptères (punaises) de la famille des Rhyparochromidae, de la tribu des Antillocorini.

## Description
Le corps de ces petites (2,6 à 2,72 mm) punaises est poli et brillant, alors que le clavus et les deux tiers postérieurs du scutellum sont pruineux. Le dos, les pattes et les antennes portent de nombreuses soies. Les yeux sont fortement protubérants, placés sur de courtes tiges. Le pronotum a une forme trapézoïdale, avec une largeur du bord postérieur double de celle du bord antérieur. Celui-ci forme un étroit collier bordé d'une rangée de ponctuations grossières. Les marges latérales du pronotum sont arrondies ou légèrement calleuses. Le scutellum ne présente pas d'élévation médiane. Le clavus présente trois rangées de ponctuations. La bordure de la corie est sinuée avec une forte concavité, et la membrane dépasse l'extrémité de l'abdomen. L'orifice de la glande odoriférante métathoracique est este court et arrondi, avec une aire évaporative étroite, s'étendant peu autour de l'orifice. Le fémur antérieur est mince et ne porte pas d'épine. Des latérotergites internes sont présents aux segments 3 à 6. Les organes génitaux présentent aussi des caractéristiques particulières,.

## Répartition
Ce genre est rencontré en Amérique centrale, au Mexique et au Guatemala. Il est considéré comme très rare.

## Biologie
Leur biologie est inconnue. On sait toutefois que des spécimens de A. barrerai ont été trouvés sur Cecropia (Urticaceae).

## Systématique
L'histoire de ce genre est assez mouvementée. Il est initialement décrit par l'entomologiste anglais William L. Distant, en 1893, dans la série Biologia centrali-americana (1879-1915), pour contenir une espèce, A. championi, son espèce type, collectée à Zapote, au Guatemala. Au moment de cette description, basée sur un unique spécimen du NHMUK dont l'abdomen manque (alors que les critères de distinction des tribus sont souvent la disposition des stigmates et de trichobothries sur les différents segments de l'abdomen), il est compris dans les Myodochini, et rapproché de genre Clerada (Cleradini), pourtant restreint à l'hémisphère oriental. Ce genre est ainsi resté longtemps un mystère.
Dans le catalogue de Slater de 1964, il est placé dans les Drymini, mais toujours sans disposer des critères abdominaux. En 1986, de nouveaux spécimens attribués à A. championi sont trouvés à Oaxaca au Mexique, et une nouvelle description est proposée. Il y est dorénavant attribué aux Antillocorini, avec reconnaissance d'une proximité avec le genre Paradema.
Toutefois, en 2004, l'analyse d'un nouveau spécimen du NHMUK bouleverse à nouveau le genre: ce spécimen, collecté au Chiapas (Mexique) en 1993, correspond en tout point à la description originale de Distant un siècle auparavant, et les spécimens décrits en 1986 s'avèrent donc appartenir à une autre espèce non encore décrite officiellement, qui est alors nommée A. barrerai. Le genre contient dès lors deux espèces.

### Étymologie
Le nom du genre est issu de celui d'un ancien peuple mésoaméricain, les Acolhuas, disparu au moment de la conquête espagnole.

### Liste des espèces
Selon Catalogue of Life (11 février 2023) et Lygaeoidea Species Files :
- Acolhua barrerai Slater & Brailovsky, 2004
- Acolhua championi Distant, 1893